# Fakir Hausgeräte
Die Fakir Hausgeräte GmbH ist ein Hersteller von Haushaltsgeräten mit Sitz in der baden-württembergischen Stadt Vaihingen an der Enz.

## Unternehmensgeschichte
Das Unternehmen wurde 1933 von Wilhelm Kicherer in Mühlacker gegründet. Der Unternehmensname Fakir wurde als Apronym aus den beiden Wörtern „Familie Kicherer“ gewählt. Ziel des Unternehmens war zunächst die Produktion von Maschinen und Apparaten für die Bodenreinigung. In den 1950er Jahren wurden Elektroheizgeräte für den Haushaltsbereich ins Produktionsprogramm mit aufgenommen. 1978 wurde ein neues großes Werksgelände in Vaihingen an der Enz erworben, in dem aktuell produziert wird.

## Produkte
Das Unternehmen vertreibt seine Geräte bundesweit im Fachhandel und hat weltweit 60 Vertretungen. Aktuell bietet Fakir Produkte aus den Bereichen Bodenreinigungs- und Bodenpflegegeräte, Heizgeräte, Ventilation/Klimageräte, Dampfreinigen/Bügeln und Küchenkleingeräte an.

## Brandkatastrophe von Kaprun
Bei der Brandkatastrophe der Gletscherbahn Kaprun 2 am 11. November 2000 mit 155 Todesopfern löste ein manipulierter, fahrlässig eingebauter Haushaltsheizlüfter der Modellreihe Fakir Hobby TLB (Produktion 1996 eingestellt) den Brand in der zur Bergstation fahrenden Zuggarnitur Kitzsteingams aus. Das Gerät war von Fakir ausschließlich für die Verwendung im Haushalt vorgesehen und laut Betriebsanleitung ausdrücklich nicht zum Betrieb in Fahrzeugen konzipiert. Folglich durfte es weder in die Gletscherbahn eingebaut noch in ihr betrieben werden. Dennoch wurde es von einer österreichischen Fremdfirma 1994 in den Hohlraum unter dem Steuerpult der talseitigen Fahrerkabinen dauerhaft installiert. Hierzu musste das Gerät allerdings baulich verändert werden, wodurch die Bauartprüfzeichen von VDE und GS erloschen. Das Gehäuse wurde zunächst auseinandergeschraubt und beide Drehschalter am Gerät so modifiziert, dass diese sich auch nach dem Einbau weiterhin verwenden ließen. Schließlich wurde das Gehäuse von hinten durch ein Metallblech hindurch wieder zusammengeschraubt und der Hohlraum mit Holzelementen und Glaswolle verschlossen bzw. abgedichtet. Zudem wurde das Netzkabel fest mit einer Art Stromschiene verbunden, so dass sich der Heizlüfter bei jedem Stationshalt automatisch einschaltete, da die Zuggarnitur selbst keine Netzspannung führte. 
Die Sogwirkung des Fakir-Heizlüfters beförderte Schmutzpartikel und Fasern in das Gerät hinein, dessen Bauteile im Laufe etlicher Jahre zudem ständigen Temperaturunterschieden und Vibrationen ausgesetzt waren. Am Vormittag des 11. November 2000 tropfte durch undichte hydraulische Messleitungen am Fahrpult der Standseilbahn brennbares Hydrauliköl an die Heizspirale des Gerätes und entzündete nacheinander das Kunststoffgehäuse, das Steuerpult und schließlich die ganze Zuggarnitur mit fatalem Ausgang. Als die Gletscherbahnbetreiber Fakir im Januar 2004 (ursprünglich bei der Staatsanwaltschaft Salzburg, die den Fall aber an die Staatsanwaltschaft Heilbronn weiterleitete) auf Schadenersatz verklagten, gründete das Unternehmen 2005 die Fakir Hausgeräte GmbH, um im Zuge der drohenden Schadenersatzforderungen in Höhe von 16 Millionen Euro „das operative Geschäft mit Haftungsausschluss von der KG“ zu übertragen. Das Unternehmen Fakir wurde 2007 durch die Staatsanwaltschaft Heilbronn vollständig entlastet und das Verfahren eingestellt. Durch die starke Rufschädigung geriet Fakir in wirtschaftliche Schwierigkeiten und die Firma wurde infolgedessen an türkische Investoren verkauft.